# Jean de Hesse-Braubach
Jean, né le 17 juin 1609 à Darmstadt et mort le 1er avril 1651 à Ems, est landgrave de Hesse-Braubach.
Il est le deuxième fils du landgrave Louis V de Hesse-Darmstadt et de son épouse Madeleine de Brandebourg. En 1647, il épouse Jeannette de Sayn-Wittgenstein (1632-1701), fille du comte Ernest de Sayn-Wittgenstein-Sayn. Ils n'ont pas d'enfants.